# Georg Daniel von Gerlach

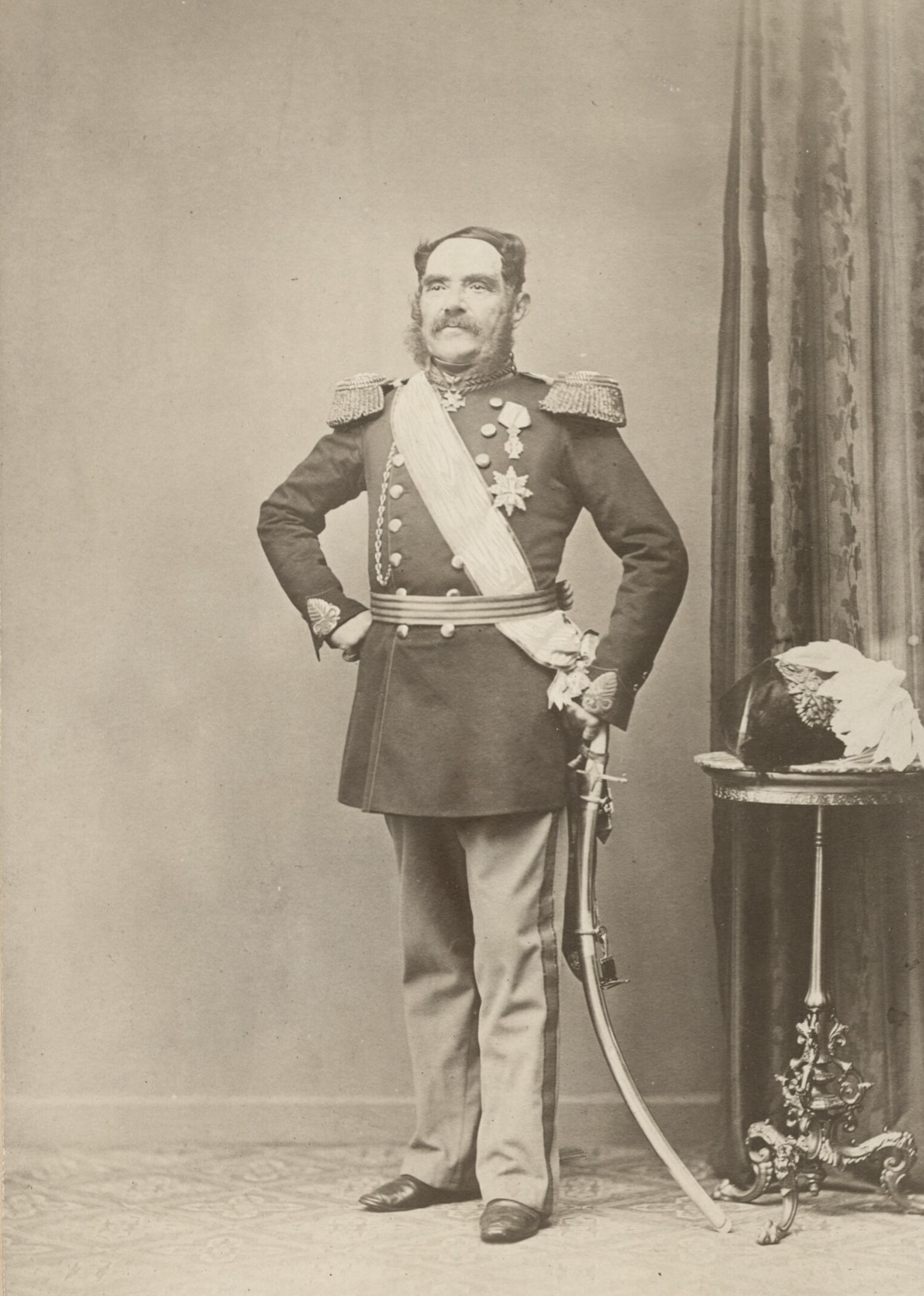
General Georg Daniel von Gerlach

Georg Daniel von Gerlach (* 31. August 1797 in Eckernförde; † 7. März 1865 in Kopenhagen) war ein dänischer Generalleutnant. Im Deutsch-Dänischen Krieg wurde er 1864 als Nachfolger von Christian Julius de Meza Befehlshaber der dänischen Armee. Er war der Sohn des Kapitäns des Schleswigschen Jägerkorps Molter Christoph Gerlach und dessen Frau Anna Sabine Magdalena (geborene Boehn).

## Militärische Karriere
1808 wurde Gerlach Landkadett, 1813 Sekondeleutnant in der Infanterie, 1822 Premierleutnant, 1830 Stabskapitän, 1842 Kapitän I. Klasse, 1847 Major. 1848 erhielt er den Charakter eines Oberstleutnants und wurde 1849 wirklicher Oberstleutnant, 1850 Oberst und  1858 Generalmajor. 1859 wurde Gerlach zum Generalinspekteur der Infanterie ernannt. 1863 wurde er zum Generalleutnant und war bei Kriegsausbruch 1864 Chef der 1. Division.